# Palmarola
Palmarola je skalnatý neobydlený ostrov v Tyrhénském moři u západního pobřeží Itálie. Je druhým největším členem Pontinských ostrovů a leží přibližně 10 km západně od hlavního ostrova Ponza.
Palmarola má mimořádně skalnaté pobřeží poseté přírodními jeskyněmi, zátokami, útesy a skalisky. Ostrov je především přírodní rezervací, ale je zde i několik přístavů, kde mohou přistávat lodě, a několik restaurací, které během letní sezóny navštěvují turisté.
Papež Silverius zde přebýval v exilu a na ostrově rovněž zemřel. Později byl kanonizován jako svatý Silverius a stal se patronem ostrova Ponza.